# Nikolaj Mjaskovskij
Nikolaj Mjaskovskij (russisk: Николай Яковлевич Мясковский tr. Nikolaj Jakovlevitj Mjaskovskij ; født 20. april 1881 i Modlinfortet, Det Russiske Kejserrige (nu Polen), død 8. august 1950 i Moskva, Sovjetunionen) var en sovjetisk komponist. Kendt for sin omfattende produktion, men ikke mindst for sine mange fremragende elever, eksempelvis Khatjaturian og Kabalevskij.
Han har komponeret 27 symfonier, som hører til hans vigtigste kompositioner og til nogle af de mest betydningsfulde russiske symfonier gennem tiden.

## Udvalgte værker
- Symfoni nr. 1 (1908) - for orkester
- Symfoni nr. 2 (1910-1911) - for orkester
- Symfoni nr. 3 (1914) - for orkester
- Symfoni nr. 4 (1917-1918) - for orkester
- Symfoni nr. 5 (1918) - for orkester
- Symfoni nr. 6 (1921-1923) - for kor og orkester
- Symfoni nr. 7 (1922) - for orkester
- Symfoni nr. 8 (1924-1925) - for orkester
- Symfoni nr. 9 (1926-1927) - for orkester
- Symfoni nr. 10 (1926-1927) - for orkester
- Symfoni nr. 11 (1931-1932) - for orkester
- Symfoni nr. 12 (1931-1932) - for orkester
- Symfoni nr. 13 (1933) - for orkester
- Symfoni nr. 14 (1933) - for orkester
- Symfoni nr. 15 (1935) - for orkester
- Symfoni nr. 16 (1935-1936) - for orkester
- Symfoni nr. 17 (1936-1937) - for orkester
- Symfoni nr. 18 (1937) - for orkester
- Symfoni nr. 19 (1939) - for blæserorkester
- Symfoni nr. 20 (1940) - for orkester
- Symfoni nr. 21 (1940) - for orkester
- Symfoni nr. 22 "Symfonisk ballade" (1941) - for orkester
- Symfoni nr. 23 (1941) - for orkester
- Symfoni nr. 24 (1943) - for orkester
- Symfoni nr. 25 (1945-1946) - for orkester
- Symfoni nr. 26 "Over russiske temaer" (1948) - for orkester
- Symfoni nr. 27 (1949) - for orkester
- 3 Sinfoniettas (1910-1911, 1929, 1945-1946)
- Violinkoncert (1938) - for violin og orkester
- Cellokoncert (1944) - for cello og orkester